# Вікторія (рослина)
Вікторія (Victória) — рід водних рослин родини лататтєвих.
Батьківщина — річка Амазонка (Південна Америка). Має величезне плавуче листя й великі квіти. З успіхом розводиться в оранжереях, парках і ботанічних садах.
Вікторія була виявлена в 1816 році, а потім повторно в 1832 році в Південній Америці німецькими мандрівниками. Назву свою отримала на честь англійської королеви Вікторії.
Відомо 3 види цього роду:
- Victoria amazonica, поширена в Амазонії, в Південній Америці;
- Victoria boliviana, ендемік Болівії, листя досягають понад 3 метрів в діаметрі;
- Victoria cruziana, що росте в басейні річки Парана, — в південній Бразилії, північній Аргентині і в Парагваї.

Обидва види легко схрещуються в умовах ботанічних садів.

## Короткий опис
Велетенське листя і квітки з прилеглими частинами стебел є надводною частиною рослин. Занурені ж у воду частини захищені від поїдання рибами великими гострими шипами. Листя здатне витримувати вагу до 50 кг. Цвітіння відбувається в період з липня по жовтень. Цікава особливість: у вересні квітки Вікторії ночами розкриваються і квітнуть — через ніч — по черзі білим і червоним кольором.
| Гібіскус | Це незавершена стаття про квіткові рослини. Ви можете допомогти проєкту, виправивши або дописавши її. |